# Émile Durkheim
David Émile Durkheim (født 15. april 1858 i Épinal, død 15. november 1917 i Paris) er kendt som en af grundlæggerne af den moderne socialvidenskab. Han grundlagde det første europæiske institut for sociologi i 1895 og skrev desuden den første afhandling om sociologi i 1895 og grundlagde det første sociologiske tidsskrift L'Année Sociologique, der blev udgivet fra 1898.

## Biografi
Durkheim blev født i Épinal i Lorraine i Frankrig. Han kom fra en jødisk familie – både hans far og farfar var rabbinere. Durkheim selv levede et helt igennem sekulært liv. Meget af hans arbejde byggede endda på, at religiøsitet udsprang fra sociale og ikke guddommelige faktorer. Hans jødiske baggrund formede dog hans sociologi – mange af hans samarbejdspartnere og elever var jødiske og også ofte biologisk beslægtede.
Som fremmelig elev gik Durkheim ind i École Normale Supérieure (ENS) i 1879. Han begyndte i en klasse med store franske tænkere som Jean Jaurès og Henri Bergson. Ved ENS studerede Durkheim med Fustel de Coulanges – en klassicist med socialvidenskabelig påvirkning. Samtidigt læste han forfattere som Auguste Comte og Herbert Spencer. Det gjorde, at Durkheim tidligt fattede interesse for en videnskabelig tilgang til samfundet. Det betød også en række sammenstød med det franske uddannelsessystem, som ikke beskæftigede sig med socialvidenskab. De humanistiske studier, som Durkheim måtte følge, fangede ikke hans interesse, og da han fik sin eksamen i filosofi i 1882 lå han næstsidst i klassen. 
Durkheims interesse for sociale fænomener var også afledt af politik. Frankrigs nederlag i den fransk–tyske krig havde sat udviklingen mod en sekulær fransk republik tilbage, og mange regnede en katolsk-nationalistisk indsats som den eneste vej til genetableringen af fransk indflydelse i Europa. Som jøde og socialist tilhørte Durkheim et politisk mindretal, hvad der styrkede hans politiske overbevisninger. Dreyfus-affæren i 1894 styrkede et aktivistisk standpunkt hos ham.
En mand med Durkheims holdninger kunne ikke indtage en vigtig akademisk position i Paris, så efter et års sociologi-studier i Tyskland rejste han i 1887 til Bordeaux, hvor Frankrigs første læreanstalt for undervisere netop var blevet grundlagt. Her underviste han i både pædagogik og socialvidenskab, som var nyt i Frankrig. Herfra reformerede Durkheim det franske skolesystem og introducerede studier i socialvidenskab. Han blev kritiseret for sine tendenser til at reducere moral og religion til sociale fænomener.
I 1890'erne producerede Durkheim bemærkelsesværdig meget: 
- I 1893 Den sociale arbejdsdeling i samfundet, som var hans grundlæggende stillingtagen til samfundets natur og udvikling.
- I 1895 Den sociologiske metodes regler (Fransk: Les règles de la méthode sociologique) – et manifest der beskrev hvad sociologi var, og hvordan den burde udøves. Samtidigt grundlagde han det første institut for sociologi i Europa ved universitetet i Bordeaux.
- 1897 Selvmordet, en studie som gav et eksempel på, hvad forskning i sociologi kunne bidrage med. Og endelig
- Fra 1898 det videnskabelige årsskrift L'Année Sociologique for at kunne udgive arbejder fra sin stadigt voksende skare af studerende og samarbejdspartnere.

I 1902 opnåede Durkheim endelig en stilling i Paris, da han blev professor i uddannelse ved universitetet i Paris. Fordi franske universiteter ofte var tekniske institutioner for træning af undervisere, fik Durkheim stor indflydelse. Durkheim blev politisk valgt til sit nye embede, men i 1912 slog han sin indflydelse fast, da han blev fast ansat. Nu kunne han omdefinerede sin stilling til også at handle om sociologi. Samme år udgav han sit sidste værk, Les Formes élémentaires de la vie religieuse.
Første Verdenskrig fik tragisk indflydelse på Durkheims liv. Hans venstreorienterede indstilling var altid patriotisk frem for internationalistisk – han søgte et sekulært, rationelt Frankrig. Men krigen og den nationalistiske propaganda, der fulgte med, gjorde det svært for ham at bibeholde sin nuancerede indstilling. Imens Durkheim søgte at støtte sit land i krigen, gjorde hans jødiske baggrund og hans afvisning af at overgive sig til en simplistisk nationalistisk holdning ham til et naturligt mål for den voksende højrefløj. Værre endnu var, at generationen af studenter, som Durkheim havde uddannet, nu blev indrulleret i hæren, og mange omkom i skyttegravene. Durkheim kom sig aldrig over det, og i 1917 døde han af et hjertestop, følelsesmæssigt udmattet og overbelastet af arbejde.

## Teorier og idéer
Durkheim interesserede sig primært for, hvordan samfund kunne opretholde sin integritet og sammenhængskraft i den moderne æra, når fx fælles religion og fælles etnisk baggrund ikke længere kunne tages for givet. For at studere det sociale i moderne samfund, skabte Durkheim en af de første videnskabelige tilgange til sociale fænomener. Sammen med Herbert Spencer var Durkheim en af de første til at forklare eksistensen af og kvaliteten af forskellige dele af samfundet ved at se på, hvilken funktion de udfyldte i at holde samfundet sundt og afbalanceret. En position, der senere blev kendt som funktionalisme.
Durkheim insisterede desuden på, at et samfund var mere end summen af dets dele. Derfor fokuserede han – i modsætning til Max Weber – ikke på, hvad der motiverede individuelle menneskers handlinger, men mere på studiet af sociale kendsgerninger. En term, som han indførte i bogen Den sociologiske metodes regler, til at beskrive fænomener, som har en eksistens i sig selv og som ikke er bundet til individuelle menneskers handlinger. Han mente således, at sociale kendsgerninger har en uafhængig eksistens, større og mere objektiv end handlingerne hos de individuelle mennesker, der udgør samfundet. Sociale kendsgerninger, mente han, kan desuden kun forklares på baggrund af andre sociale kendsgerninger.
I sin udgivelse fra 1893, Om den sociale arbejdsdeling, undersøgte Durkheim, hvordan social orden bliver opretholdt i forskellige typer af samfund. Han fokuserede på arbejdsdelingen og undersøgte hvordan den ændrede sig fra det traditionelle samfund til det moderne samfund. Forfattere før ham (fx Herbert Spencer og Ferdinand Tönnies) argumenterede for samfundsudviklingen som værende en slags evolution i stil med levende organismers bevægelse fra simple størrelser til at ligne avancerede maskiner. Durkheim vendte så at sige disse forfatteres argumentation om og indskrev sig således den voksende masse af socialdarwinistiske teorier. Han mente således, at det traditionelle samfund var mekanisk og holdt sammen af den kendsgerning, at alle var mere eller mindre ens og derfor havde meget tilfælles. I Durkheims argumentation er der i det traditionelle samfund en "fælles bevidsthed", der indfanger individets bevidsthed; Sociale normer er stærke og social adfærd er reguleret til at passe ind i den fælles bevidsthed.
I et moderne samfund så Durkheim den komplekse arbejdsdeling som resulterede i en organisk solidaritet. Forskellige specialiseringer i arbejdet og forskellige sociale roller skaber afhængigheder, som binder folk til hinanden, fordi man ikke længere selv er i stand til at udfylde alle sine behov. I traditionelle, mekaniske samfund lever bønder sammen i små selvforsynende fællesskaber, som hver især er bundet sammen af en fælles arv og et fælles arbejde. I moderne organiske samfund tjener arbejderne penge og må stole på andre mennesker, som er specialiseret i fremstillingen af andre produkter, for at få opfyldt sine behov. Resultatet af en stigende arbejdsdeling er ifølge Durkheim, at individuel bevidsthed fremkommer adskilt fra fælles bevidsthed; og fra tid til anden er i konflikt med en fælles bevidsthed.
Durkheim beskæftigede sig også med sammenhængen mellem måden, hvorpå solidaritet i et givet samfund viser sig og et fremherskende lovsystem. Han nåede frem til, at i samfund, kendetegnet ved det, han kaldte mekanisk solidaritet, bliver lovgivningen håndhævet som respons på en handling: Den kriminelle får en straf, der skal gøre det ud for samfundets manglende fælles bevidsthed, som handlingen er et resultat af. På denne måde kan lovgivningen holde et samfund sammen på trods af, at det ikke er kendetegnet ved en overordnet fælles bevidsthed. I et samfund med organisk solidaritet er lovgivningen derimod generelt forebyggende; dens sigte er ikke at straffe, men at underbygge "normale aktiviteter" i samfundet.
Den hurtige skiften i samfundet, grundet en stadig mere udtalt differentiering af arbejdet, gør i Durkheims analyse normer diffuse og øger upersonligheden i det sociale liv, hvilket til sidst leder til en relativ normløshed, dvs. en udviskning af faste normer som adfærdsregulatorer. Durkheim kaldte denne tilstand for anomi. Fra denne tilstand af anomi kunne Durkheim forklare tilstedeværelsen af alle former for afvigende adfærd, især selvmord.
Durkheim videreudviklede sit anomi-begreb i Selvmordet, oprindeligt udgivet i 1897. Her undersøger han de varierende selvmordsrater blandt protestanter og katolikker og forklarer, hvorledes større social kontrol blandt katolikker resulterer i lavere selvmordsrater. Ifølge Durkheim oplever folk en vis grad af tilhørsforhold til den gruppering, de tilhører. Et tilhørsforhold, han kalder social integration. Unormalt høje eller lave grader af social integration kan resultere i et uorganiseret samfund, som får folk til at ty til selvmord som en sidste udvej. I dette tilfælde er individet underintegreret og siges at begå "egoistisk selvmord". En høj grad af social integration kan ligeledes føre til, at individet begår selvmord for at undgå at blive en byrde for samfundet. Her siges individet at være overintegreret i samfundet og følgelig begå "altruistisk selvmord". Durkheim så det katolske samfund som besiddende en normal grad af integration, mens han så det protestantiske som værende kendetegnet ved en lav grad. Disse analyser har siden haft stor betydning for udviklingen af teorier om social kontrol, hvor analysen er flyttet videre fra protestantiske og katolske grupperingen til andre områder – fx ledelse. Durkheims analyse af selvmord bliver stadig betragtet som et klassisk sociologisk studie.
Endeligt er Durkheim husket for sit arbejde med såkaldte primitive (dvs. ikke-vestlige) folk i udgivelser som Elementary Forms of the Religious Life fra 1912 og Primitive Classification, som han skrev sammen med Marcel Mauss. Disse arbejder undersøger religionens og mytologiens rolle i opbygningen af verdensbilledet hos mennesker, der lever i (som Durkheim formulerede det) ekstremt mekaniske samfund.

## Durkheim og uddannelse
Durkheim var meget interesseret i uddannelse. Det skyldtes delvist, at hans arbejde bl.a. bestod i undervisningen af kommende lærere, hvilket gav ham muligheden for at forme deres pensum, så det bar præg af hans egne mål om udbredelsen af sociologien (som han selv bidrog til grundlæggelsen af). Mere overordnet var Durkheim interesseret i måden, hvorpå uddannelse kunne bruges til at forsyne franske borgere med en fælles, sekulær baggrund, der ifølge andre af Durkheims analyser er nødvendig for at afværge anomien i det moderne samfund. Det var desuden i denne sammenhæng, at han foreslog dannelsen af professionelle grupper som en kilde til solidaritet blandt voksne.
Durkheim argumenterede for, at uddannelse har mange funktioner:
- At styrke social solidaritet.
- At vise, hvordan enkeltstående personer gennem historien på egen hånd har gjort gode ting for fællesskabet. Dette kan få individer til at føle sig som en del af en gruppe, hvilket mindsker risikoen for brud på regler og normer.
- At bibeholde sociale roller – ikke mindst, fordi skolen er et minisamfund med hierarki og regler, hvorfor den kan lære unge at udfylde roller.
- At opretholde arbejdsdelingen.
- At fordele elever i grupper efter evner, hvilket kan lære dem at vælge arbejde efter deres evner.

## Dansksproget litteratur
- Durkheim, Emile (1972): Den sociologiske metode
- Durkheim, Emile (2000): Om den sociale arbejdsdeling. HRF
- Durkheim, Emile (2014). Opdragelse, uddannelse og sociologi. Mindspace

## Værker
På andre nordiske sprog
- 1968: Självmordet
- 1997: Selvmordet – en sosiologisk undersøkelse

Andre sprog
- (1912) The Elementary Forms of the Religious Life
- (1955) Professional Ethics and Civic Morals